# Fundação Abrinq
A Fundação Abrinq pelos Direitos da Criança e do Adolescente, ou simplesmente Fundação Abrinq, é uma fundação de direito privado, sem fins lucrativos, constituída em 13 de fevereiro de 1990 com o objetivo de mobilizar a sociedade para questões relacionadas aos direitos da infância e da adolescência.
A participação nos trabalhos da Fundação inclui o voluntariado, doações, investimentos, apoio técnico e profissional. Para além dessas formas, empresas podem se candidatar a receber o selo Empresa Amiga da Criança e prefeituras podem se alinhar aos objetivos do programa Prefeito Amigo da Criança.